# Viviane De Pré
Viviane De Pré (15 januari 1955) is een Belgische voormalige atlete, die gespecialiseerd was in de middellange afstand. Zij werd eenmaal Belgisch kampioene.

## Loopbaan
De Pré werd in 1981 op de 800 m Belgisch kampioene. Zij was aangesloten bij Olse Merksem en Dames Atletiek Katholiek Sportverbond (DAKS).

## Belgische kampioenschappen
| Onderdeel | Jaar |
| --------- | ---- |
| 800 m     | 1981 |

## Persoonlijke records
| Onderdeel | Prestatie | Datum            | Plaats  |
| --------- | --------- | ---------------- | ------- |
| 400 m     | 54,64 s   |                  |         |
| 800 m     | 2.01,57   | 27 augustus 1980 | Koblenz |

## Palmares
800 m
- 1981:  BK AC - 2.08,96